# Рассказов, Леонид Петрович
Леонид Петрович Рассказов (1899 — 1984) — советский деятель органов охраны общественного порядка, начальник МУРа.

## Биография
Окончил школу 2-й ступени (бывшее реальное училище) в Скопине, работал чертёжником, а потом и десятником на строительстве железнодорожных путей в Москве. Окончив только первый курс Института инженеров путей сообщения, в 1921 поступает на работу в научно-технический подотдел Центророзыска, в качестве чертёжника, статистика, дактилоскописта, осваивает учётно-регистрационную работу. В 1923 направлен в Крым для организации научных методов регистрации преступников, откуда через полтора месяца увольняется. С апреля по июль 1924 возглавляет региональное бюро уголовного розыска республики в АзССР, затем вновь увольняется и возвращается в столицу и становится участковым надзирателем 20-го отделения милиции. Опять увольняется и уезжает в Кострому, становится заведующим научно-техническим кабинетом городской милиции, где заодно организовал музей, и через два года уволился. В 1931 назначен инструктором уголовного розыска, в 1934 заведующим кабинетом экспертизы, в 1937 старшим экспертом, в 1940 становится во главе экспертной службы, входившей в состав МУРа. Стал организатором кабинета экспертизы Московского уголовного розыска, автором многих разработок в области криминалистической техники, в 1930-х создал физическую лабораторию, сконструировал оптический прибор для исследования и фотографирования пуль. В 1941 принят в ВКП(б) и становится заместителем начальника МУРа по науке. С апреля по декабрь 1943 руководил Московским уголовным розыском. После чего ещё семь лет руководит ставшей вскоре самостоятельной экспертной службой московской милиции, считающимся лучшим экспертным подразделением в МВД СССР. Автор ряда публикаций по истории советской милиции. На пенсии был членом бюро Совета ветеранов Краснознамённой московской милиции и возглавлял в нём научно-техническую секцию, занимался поиском материалов по истории органов внутренних дел и продолжал скрупулёзно вникать в криминалистическую проблематику. Находясь в отставке, помогал в раскрытии трудных дел, получил две почётные грамоты МВД СССР (5 мая 1958, июнь 1973).
Похоронен на Ваганьковском кладбище. 

## Публикации
- Рассказов Л. П. Способы тайного общения преступников (монография).
- Рассказов Л. П. По следам преступников. Газета «На боевом посту» № 27 за 1 июля 1944.